# Contea di The Hills
La contea di The Hills è una Local Government Area che si trova nel Nuovo Galles del Sud. Essa si estende su una superficie di 401 chilometri quadrati e ha una popolazione di 179.716 abitanti. La sede del consiglio si trova a Castel Hill.